# Carlos Zamora Pérez
Carlos Zamora Pérez (Calama, Chile; 22 de mayo de 1968) es un compositor y director de orquesta chileno. Es el compositor de Padre Nuestro Kunza (1994), Sikuris (1999), Tenebrae Factae Sunt (1998) y Víctor Jara sinfónico (2006).
Ha dedicado la mayor parte de su repertorio a la recontextualización de elementos musicales y extramusicales de los pueblos originales de Latinoamérica, especialmente del norte de Chile.

## Biografía

### Infancia
Zamora nació en Calama en 1968 en una familia procedente del lugar. Realizó sus estudios básicos y medios en el Instituto Obispo Silva Lezaeta de esa ciudad. Sus primeros estudios musicales los realizó con los profesores Carlos Pérez Rozas y Eduardo Cepeda Díaz. En 1985 se trasladó a la ciudad de Concepción para realizar estudios musicales en la Universidad de Concepción.

### Estudios
Zamora Ingresó a la Universidad de Concepción, Región del Bio Bio, Chile en el año 1986. El año 1990 recibió el título de Profesor de Música y el grado de Licenciado en Educación Musical. En 1993 ingresó a la carrera de Licenciatura en Composición en la Universidad de Chile. El año 2000 le es otorgado el grado de Magíster en Artes mención Composición. En 2020 recibe el doctorado en Música de la Universidad de York.
Estudió Composición con Miguel Aguilar, Gustavo Becerra-Schmidt, Eduardo Cáceres y Thomas Simaku. Los años 1998, 1999 y 2000, participó en los Campos de Composición INJUVE en España, donde asistió a las clases de Cristóbal Halffter y Mauricio Sotelo. También estudió Dirección de Orquesta con Wilfried Junge, Guillermo Scarabino y Guillermo Rifo, Dirección de Música Contemporánea con Aliocha Solovera y Dirección Coral con Mario Cánovas.

### Carrera
Carlos Zamora ha desarrollado una extensa labor creativa, habiendo compuesto más de un centenar de obras, casi todas estrenadas y más importante aún, muchas de ellas formando parte del repertorio habitual de orquestas y agrupaciones de cámara en Chile y el extranjero.
Mención especial requiere su obra “Sikuris”, interpretada por la casi totalidad de las orquestas nacionales e importantes orquestas extranjeras como la Orquesta Nacional de Irlanda, la Sinfónica Municipal de Caracas, la YOA de Estados Unidos, la Sinfónica de Sao Paulo, la Orquesta de Cámara de la ópera de Berlín, la Orquesta Sinfónica de Fort Worth y la Sinfónica de Huston en USA, entre muchas otras, y además grabada para Naxos por la Orquesta de la Radio Nacional de Noruega. 
Carlos Zamora ha contribuido además a la puesta en valor de la música popular, habiendo compuesto sendas versiones de la música de Víctor Jara (Víctor Jara sinfónico), Patricio Manns (Fantasía Coral sobre Temas de Patricio Manns) y Manuel García (Manuel García Sinfónico), siendo Víctor Jara Sinfónico un referente actual de la música popular chilena en formato sinfónico.

## Catálogo de Obras
- Preludio (Piano), 1987
- Pequeña Tocata para Guitarra y Violín (Guitarra y Violín), 1988
- Azares (2 guitarras), 1988
- Poema Romántico (2-2-2-2/4-2-3-1/perc 3/cuerdas), 1989
- Fantasía para Flauta y Piano (flauta y Piano), 1990
- Cuarteto para Clarinete, Violin, Cello y Piano (Clarinete, Violín, cello y piano), 1992
- Cuarteto de Cuerdas Nº1 “El Serio” (2 violines, viola y cello), 1993
- Plutón (3-3-3-3/4-3-3-1/perc3/Cuerdas), 1993
- Estudio para Percusión Nº1 (6 percusionistas), 1995
- Padre Nuestro Kunza (Coro mixto), 1995
- Quinteto de Vientos Nº1 (Flauta, oboe, clarinete, fagot y corno), 1995
- Concierto para Percusión y Orquesta de Cuerdas (6 solistas y cuerdas), 1995
- Viernes Santo (Tenor, oboe, fagot, trompeta, trombón y tuba), 1996
- El Pukara (ópera) (3-3-3-3/6-4-3-2/perc 5/8 solistas/coro/cuerdas), 1997
- Obertura El Pukara (de la ópera) (2-2-2-2/4-2-3-1/perc 3/cuerdas), 1997
- Suite El Pukara (de la ópera) (2-2-2-2/4-2-3-1/perc 3/ 4 soliistas/coro/cuerdas), 1997
- Tenebrae Factae Sunt (Coro mixto), 1998
- Vuelvo (Coro mixto), 1998
- Unicornio (Coro mixto), 1998
- Antara (4 flautas y 2 percusionistas), 1999
- Estudio para Percusión Nº2 (2 percusionistas), 1999
- Quinteto de Vientos Nº2 (Flaute, oboe, clarinet, fagot y corno), 1999
- Cuarteto de Cuerdas Nº2 “El Chilote” (2 vioniles, viola y cello), 1999
- Sikuris (3-3(1)-3(1)-3/4-2-3-1/perc 3/cuerdas), 1999
- Tres Visiones de un Sikuris Atacameño (Cuerdas), 1999
- Pullay (2-2-2-2/2-2-0-0/perc 2/cuerdas), 1999
- Andina (Flauta, Clarinete, Violín y Cello), 2000
- Quinteto de Vientos Nº3 (Flauta, oboe, clarinete, fagot y corno), 2000
- Tres Movimientos para Saxofón y Percusión (Saxofón & percusión), 2000
- Himno Nacional de Chile (versión de cámara) (Flauta, Clarinete, Violín, Cello y Piano), 2000
- Pieza de Concierto para Flauta y Cuerdas (Flauta y cuerdas), 2000
- Los Amantes de Chiu-Chiu (ópera de cámara) (Pierrot Ensemble), 2001
- Estudio para Percusión Nº3 (4 percusionistas), 2001
- Movimiento para Flauta y Piano (flauta y Piano), 2001
- Movimiento para Flauta, Violín y Arpa (Flaute, Violín y arpa), 2001
- Dos Movimientos para Viola y Percusión (Viola y percusión), 2001
- Sexteto de Bronces (2 Trompetas, 2 cornos, trombón y tuba), 2001
- Estudio para Percusión Nº4 (6 percusionistas), 2002
- Sikuris (versión orquesta clásica) (2-2-2-2/2-2-0-0/perc 3/cuerdas), 2002
- Concierto para cuatro Guitarras y Orquesta (2-2-2-2/2-2-0-0/perc 3/4 solistas/cuerdas), 2002
- Cuarteto para Flautas Nº1 (4 flautas), 2003
- Cuarteto para Flautas Nº2 (4 flautas), 2003
- Tres Momentos  (Violín), 2003
- EntramaHendrix (2-2-2-2/4-2-3-1/perc 3/cuerdas), 2003
- Pequeña Pieza para Percusiones (6 percusionistas), 2004
- No Sólo El Fuego (arreglo – Música de Sergio Ortega) (0-1-0-0/0-0-0-0/Soprano/cuerdas), 2004
- El Monte y el Río (arreglo – Música de Sergio Ortega) (2-2-2-2/0-0-0-0/Soprano/coro femenino/cuerdas), 2004
- Concierto para Flauta Dulce Contralto, Flauta Traversa y Cuerda (Flauta dulce y cuerdas), 2004
- La Confianza Ltda (Musical) (2-2-2-2/2-2-0-0/timb/solista/cuerdas), 2004
- Movimiento de Sonata para Flauta Dulce y Cuerdas (Flauta dulce y cuerdas), 2004
- Tres Momentos  (Flauta, flauta bajo, flauta dulce Paetzold y clarinet), 2005
- Dos Momentos (Flauta dulce Paetzond y Marimba), 2005
- Rifada (2-2-2-2/2-2-0-0/perc 3/cuerdas), 2005
- Estampida de Pájaros (Cuarteto de flautas dulces), 2006
- Víctor Jara Sinfónico (2-2-2-2/4-2-3-1/perc 4/Tenor/cuerdas), 2006
- Movimiento de Sonata para Flauta y Guitarra (Flauta dulce y guitarra), 2007
- Turi (Flauta dulce y guitarra), 2007
- Un Fugitivo Irlandés (Soprano y cuarteto de cuerdas), 2008
- Concierto para Flauta Dulce Contralto  (Flaut dulce y cuerdas), 2008
- El Fugitivo Irlandés (Soprano y cuerdas), 2008
- Fantasía Coral Sobre Temas de Patricio Manns (2-2-2-2/4-2-3-1/perc 3/Tenor/coro/cuerdas), 2009
- Vocalise (Soprano y piano), 2010
- Missa Brevis In Memoriam Mater Mei (Soprano/coro femenino/cuerdas), 2010
- Andesina (2-2-2-2/2-2-0-0/cuerdas), 2011
- Pieza de Concierto Sobre Temas de Waugham Williams (1-1-1-1/cuerdas), 2011
- Concierto para Oboe y Cuerdas (Oboe y cuerdas), 2012
- Manuel García Sinfónico (2-2-2-2/4-2-3-1/perc 4/Tenor/cuerdas), 2012
- Concierto para Corno y Cuerdas (Corno y cuerdas), 2012
- Concierto para Saxofón y Cuerdas (Saxofón y cuerdas), 2013
- Sonidos (Instrumentos latinoamericanos), 2014
- Winipeg de Cámara (Soprano e instrumentos antiguos), 2014
- Vilama – La Muerte del Río (Cuerdas), 2014
- Cuatro Pequeñas Piezas para Dos Flautas Tenores (2 flautas dulce Tenores ), 2015
- Sikuris (versión para Banda Sinfónica) (Orquesta de vientos), 2015
- Concierto para Clarinete y Cuerdas (Clarinete y cuerdas), 2015
- Cuarteto de Cuerdas Nº3 “El Inglés” (2 violines, viola y cello), 2016
- Sonidos II (4 zampoñas), 2016
- O Vos Onmes (Coro mixto), 2016
- Cantata “Cantos por la Paz” (2-0-2-0/1-2-1-0/perc 2/coro/cuerdas), 2016
- Today I Was Born (Soprano y cuarteto de cuerdas), 2016
- Cuarteto de Cuerdas Nº4 “El Selk-nam” (2 violines, viola y cello), 2017
- O Magnum Mysterium (Coro mixto), 2017
- Concierto para Flautas Dulces y Orquesta de Cámara (2(1)-2-2-2/2-2-0-0/perc 3/Solista/cuerda), 2017
- Chacabuco – Una Plegaria en el Desierto (Cuerdas), 2017
- Kyrie de Angelis (Coro mixto), 2017
- Chiste (Orquesta de Vientos.), 2017
- Cuatro Momentos para Organo (Organo), 2018
- Aire de Zamba (Guitarra), 2018
- Seis Momentos para cello solo (Cello), 2018
- La Tumba del Gringo (Piano Concerto) (3-3-3-3/4-3-3-1/perc 3/celesta/Arpa/coro femenino/solista/Cuerda), 2018
- Lautaro (Flauta,Clarinete,Violín,Cello,Piano,Perc y Soprano), 2019
- Five Bars for Cello (Cello), 2019
- Concierto para Trompeta y Orquesta de Cámara (2-2-2-2/2-2-0-0/timb/solista/cuerda), 2019
- In Memoriam Víctor Alarcón (2(1)2-2-2/2-2-0-0/timb/Soprano/coro/cuerda), 2019
- Five Bars for Clarinet (Clarinete), 2020
- Five Bars for Piano (Piano), 2020
- Iniciación (Guitarra), 2020
- Cuando en Mis Sueños (Flauta dulce), 2020
- De Tus Sueños Madre Azul (Violín), 2020
- Algunos Sueños (Organetto), 2020
- Letanías de la Tierra Muerta (Flauta, Viola, Cello, Soprano y Piano), 2020
- Suite Portillo para Cuarteto de Cuerdas (2 violines, viola y cello), 2020
- Cuatro Momentos para Orquesta de Cuerdas (Cuerdas), 2020
- Una Pequeña Canción Inglesa (2 violines, viola y cello), 2020
- Momento para Flauta Triple Precolombina (Flauta Triple Precolombina), 2022
- Missa Brevis en Re (Coro mixto), 2022
- Tres Besos (Soprano (o tenor) y Piano), 2022
- Preludio para Piano Nº1 (Piano), 2022
- Preludio para Piano Nº2 (Piano), 2022
- Sonata para Flauta y Piano (Flauta y Piano), 2022
- Preludio para Piano Nº3 (Piano), 2022
- Preludio para Piano Nº4 (Piano), 2022
- Preludio para Piano Nº5 (Piano), 2022
- Preludio para Piano Nº6 (Piano), 2023
- Preludio para Piano Nº7 (Piano), 2023
- Preludio para Piano Nº8 (Piano), 2023
- Preludio para Piano Nº9 (Piano), 2023
- Preludio para Piano Nº10 (Piano), 2023
- Eran Sólo Niños (Piano), 2023